# Raimundo Cela
 Raimundo Brandão Cela (Sobral, 19 de julho de 1890 — Niterói, 6 de novembro de 1954) foi um destacado pintor, desenhista, gravador, professor e engenheiro brasileiro.

## Biografia
Filho do mecânico espanhol José Maria Mosquera Cela (1857 - 1923) e da professora sobralense Maria Carolina Brandão Cela (1854 - 1927). Com quatro anos de idade a família se mudou para a cidade litorânea de Camocim onde o pai deveria assumir as oficinas da estrada de ferro e a mãe lecionar na escola de primeiras letras. Foi aí que Raimundo Cela e seus irmãos fizeram com a própria mãe os estudos iniciais de escrita e leitura.
No ano de 1906 é mandado para Fortaleza a fim de estudar no conceituado Liceu Cearense onde recebeu o diploma de bacharel em Ciências e Letras. Algumas de suas obras estão expostas no Museu de Arte da Universidade Federal do Ceará.

### No Rio de Janeiro
Em 1910 chega ao Rio de Janeiro e, atendendo a sua inata inclinação para as artes, matricula-se na Escola Nacional de Belas Artes como aluno livre. Teve por mestres Zeferino da Costa em modelo vivo, e Eliseu Visconti e Batista da Costa em pintura. Ao mesmo tempo, inscreve-se na Escola Politécnica pois era desejo de seu pai que se tornasse engenheiro.
Três anos depois, recebe o grau de Engenheiro-geógrafo.
Em 1916 participa pela primeira vez do Salão da Escola Nacional de Belas Artes e conquista a Pequena Medalha de prata. No ano seguinte, recebe o cobiçado Prêmio de Viagem ao estrangeiro.

### Na Europa
Na Europa, estudou gravura com Frank Brangwyn, pintor, gravador e litógrafo inglês.

## Pinacoteca de Sobral
Em 2016 peças de sua autoria e ou de coleção de foram doadas por familiares de Raimundo Cela para compor o acervo da Pinacoteca de Sobral, terra natal do artista.